# Jan Andrzej Paweł Kaczmarek
Jan Andrzej Paweł Kaczmarek (Konin, 29 aprile 1953 – Cracovia, 21 maggio 2024) è stato un compositore polacco di colonne sonore cinematografiche.

## Biografia
Realizzò colonne sonore di film di successo, come Poeti dall'inferno, Aimée & Jaguar e Neverland - Un sogno per la vita, per il quale vinse l'Oscar nel 2005.
Jan Kaczmarek morì a Cracovia il 21 maggio 2024 all'età di 71 anni, a causa dell'atrofia multi-sistemica diagnosticatagli alcuni anni prima e pubblicamente rivelata soltanto nel 2023.

## Filmografia parziale
- Poeti dall'inferno (Total Eclipse), regia di Agnieszka Holland (1995)
- Washington Square - L'ereditiera (Washington Square), regia di Agnieszka Holland (1997)
- Aimée & Jaguar (Aimée und Jaguar), regia di Max Färberböck (1998)
- Il terzo miracolo (The Third Miracle), regia di Agnieszka Holland (1999)
- Lost Souls - La profezia (Lost Souls), regia di Janusz Kaminski (2000)
- L'ultimo treno (Edges of the Lord), regia di Yurek Bogayevicz (2001)
- Quo vadis?, regia di Jerzy Kawalerowicz (2001)
- L'amore infedele - Unfaithful (Unfaithful), regia di Adrian Lyne (2002)
- Soldier's Girl – film TV, regia di Frank Pierson (2003)
- Neverland - Un sogno per la vita (Finding Neverland), regia di Marc Forster (2004)
- Guerra e pace (2007) - Miniserie TV
- Un amore senza tempo (Evening), regia di Lajos Koltai (2007)
- L'ospite inatteso (The Visitor), regia di Thomas McCarthy (2007)
- The Horsemen (Horsemen), regia di Jonas Åkerlund (2008)
- Pinocchio, regia di Alberto Sironi (2008)
- Hachiko - Il tuo migliore amico (Hachi: A Dog's Tale), regia di Lasse Hallström (2009)
- Get Low, regia di Aaron Schneider (2010)
- The Time Being, regia di Nenad Cicin-Sain (2012)

## Premi Oscar Miglior Colonna Sonora

### Vittorie
- Neverland - Un sogno per la vita (2005)